# Ville-sur-Retourne

Ville-sur-Retourne este o comună în departamentul Ardennes din nordul Franței. În 1 ianuarie 2022 avea o populație de 73 de locuitori.